# Villa Obdorfweg 1

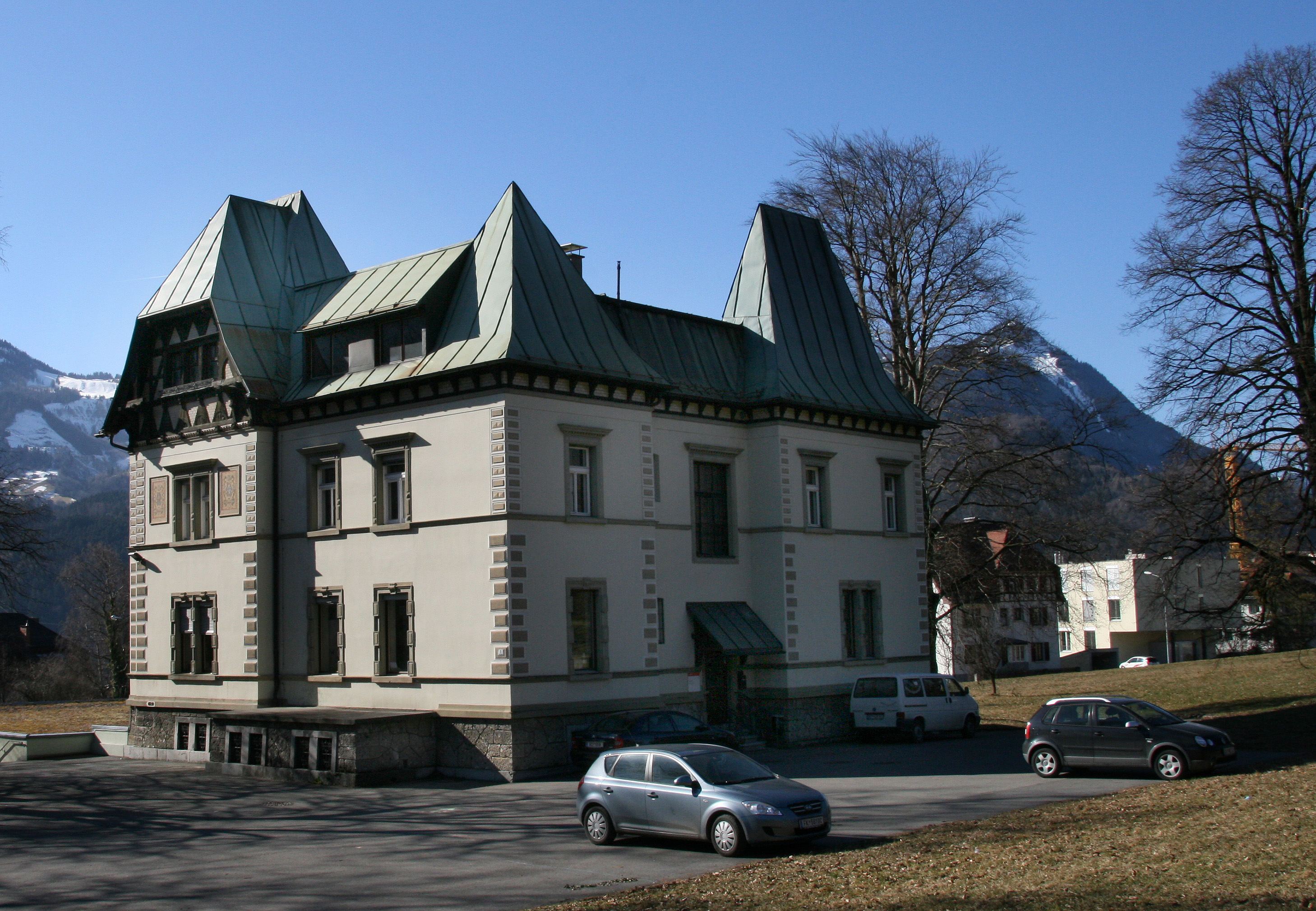
Villa Obdorfweg 1

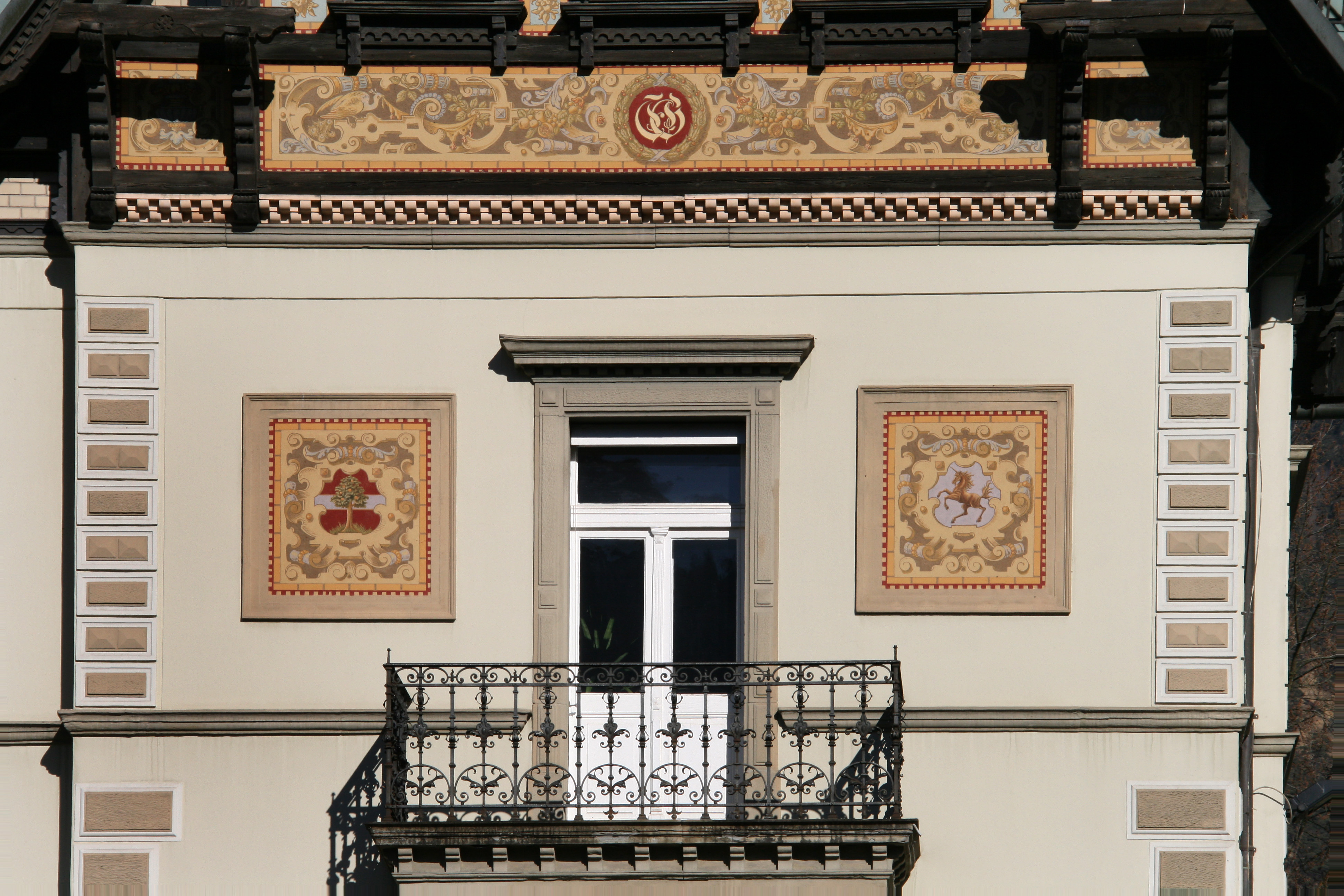
Fassadenmalerei

Die Villa Obdorfweg 1 steht in der Stadtgemeinde Bludenz im Bezirk Bludenz in Vorarlberg. Die Villa steht seit 2020 unter Denkmalschutz (Listeneintrag).

## Geschichte
Die Villa Gassner wurde 1889 nach Plänen des Bludenzer Architekten Johann Wachter für den Unternehmer Emil Stephan Gassner und seine Frau Hilde errichtet. Im Zweiten Weltkrieg wurde sie von einer Wehrmachtsbehörde genutzt und ab 1945 als Quartier eines französischen Besatzungskommandanten. Später wurde sie an die Christian Lorünsers Erben GmbH verkauft. Nach dem Tod der letzten Bewohnerin, Ilse Lorünser, erwarb eine Immobilienfirma das Gebäude, nahm in Zusammenarbeit mit dem Bundesdenkmalamt die Sanierung in Angriff und machte es unter anderem für Vernissagen und Ausstellungen zugänglich.

## Architektur
Die späthistoristische Villa mit einem Kreuzgiebel zeigt in der Dachzone ein Fachwerk und neomanieristische Dekorationsmalerei.